# Fahri Ay
Fahri Kerem Ay (* 1. Januar 2005 in Erdemli) ist ein türkischer Fußballspieler, der als zentraler Mittelfeldspieler für Beşiktaş Istanbul in der türkischen Süper Lig spielt.

## Karriere

### Verein
Ay begann seine Karriere 2014 in der Jugend von Erdemli Belediyespor. Im Jahr 2019 wechselte er in die Nachwuchsabteilung von Beşiktaş Istanbul. Am 22. März 2024 unterzeichnete er seinen ersten Profivertrag mit Beşiktaş, der zunächst bis 2026 lief. Sein Debüt in der Süper Lig gab er am 12. Mai 2024 in einem torlosen Unentschieden gegen Alanyaspor. Am 13. August 2024 verlängerte er seinen Vertrag bis zum 30. Juni 2028.

### Nationalmannschaft
Ay durchlief verschiedene Jugendnationalmannschaften der Türkei. Im Jahr 2022 spielte er für die U17- und U18-Teams, wobei er insgesamt zehn Einsätze und zwei Tore verzeichnete. Seit 2024 gehört er zur U19-Nationalmannschaft und nahm an der UEFA-U19-Europameisterschaft 2024 teil.